# Некрасовка (Бахчисарайський район)
Некра́совка (до 1945 року — Ґолюмбє́й, крим. Gölümbey) — село в Україні, у Бахчисарайському районі Автономної Республіки Крим. Підпорядковане Тінистівській сільській раді. Населення — 347 осіб.

## Географія
Село Некрасовка розташоване в нижній течії Качи, на обох берегах річки, у центрі району, висота центру села над рівнем моря 50 м. Село, як і все в долині, лежить на південній, лівобережної стороні, уздовж старої дороги С-0-10215, вузькою, звивистою, але мальовничою. Нове, рівне шосе Т 2701, лежить за протилежному боці долини. Відстань до Бахчисарая близько 19 кілометрів, там же знаходиться найближча залізнична станція. Центр автономії Сімферополь знаходиться за 45 кілометрах. Від села до морського узбережжя в районі Орлівки 12 кілометрів.

## Назва
За версією відомого фахівця з кримської ойкономії Валерія Бушакова, назва Голюмбей означає главу племені («бий») «голюм».
У 2023 році у проєкті Постанови Верховної Ради України «Про перейменування деяких населених пунктів Автономної Республіки Крим» село запропоновано перейменувати на Гьолюмбей.

## Історія
Вперше село згадане в Камеральному описі Криму 1784 року як село бакчі-сарайськаго каймакамства Качи Беш Пареси кадилику (судового округу) Гулюмбей . Після анексії Криму Російською імперією (8) 19 квітня 1783 року, на території колишнього Кримського Ханства була утворена Таврійська область і село була приписане до Сімферопольському повіту . Після Павловських реформ, з 1796 по 1802 рік, входило в Акмечетський повіт Новоросійської губернії. За новим адміністративним поділом, після створення 8 (20) жовтня 1802 Таврійської губернії , Голюмбей був включений до складу Актачинської волості Сімферопольського повіту. У 1860-х роках, після земської реформи Олександра II, село залишилася у складі перетвореної Дуванкойської волості.
Станом на 1886 у селі Ґьолюмбей Дуванкойської волості Сімферопольського повіту Таврійської губернії мешкало 165 осіб, налічувалось 42 дворових господарства, існувала мечеть.
За  «…Пам'ятною книжкою Таврійської губернії на 1902 рік»  в селі Голумбей, що входило в Калімтайське сільське співтовариство, значилося 199 жителів в 27 домогосподарствах. Зберігся документ про будівництво в грудні 1914 року в селі нової будівлі медресе (середня мусульманська школа) та гуртожитки при ньому. Отже, медресе існувало і раніше, що говорить про неординарне положення села в той час. У Статистичному довіднику Таврійської губернії 1915 року в Дуванкойській волості Сімферопольського повіту числяться село Голумбей і приписані до нього хутір і близько 10 приватних садів .
Після радянської окупації, за постановою Кримревкома від 8 січня 1921 року була скасована волосна система і село ввійшло до складу Сімферопольського повіту (округу), а в 1922 році повіти отримали назву округів. 11 жовтня 1923, згідно з постановою ВЦВК, в адміністративний поділ Кримської АРСР були внесені зміни, у результаті яких був створений Бахчисарайський район і село включили до його складу. Згідно зі Списком населених пунктів Кримської АРСР за Всесоюзним переписом від 17 грудня 1926 року, Голюмбей був центром Голюмбейської сільради Бахчисарайського району.

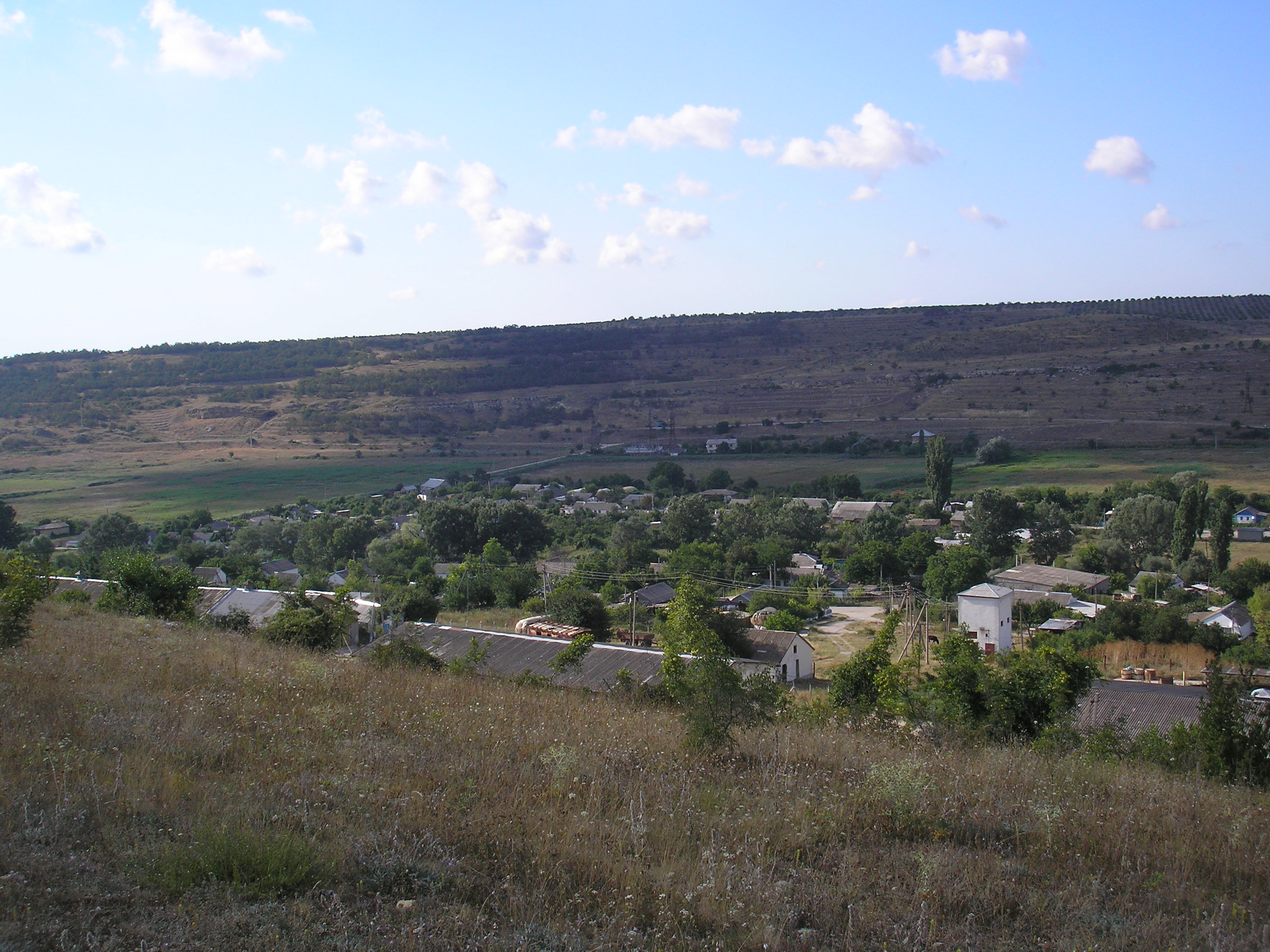
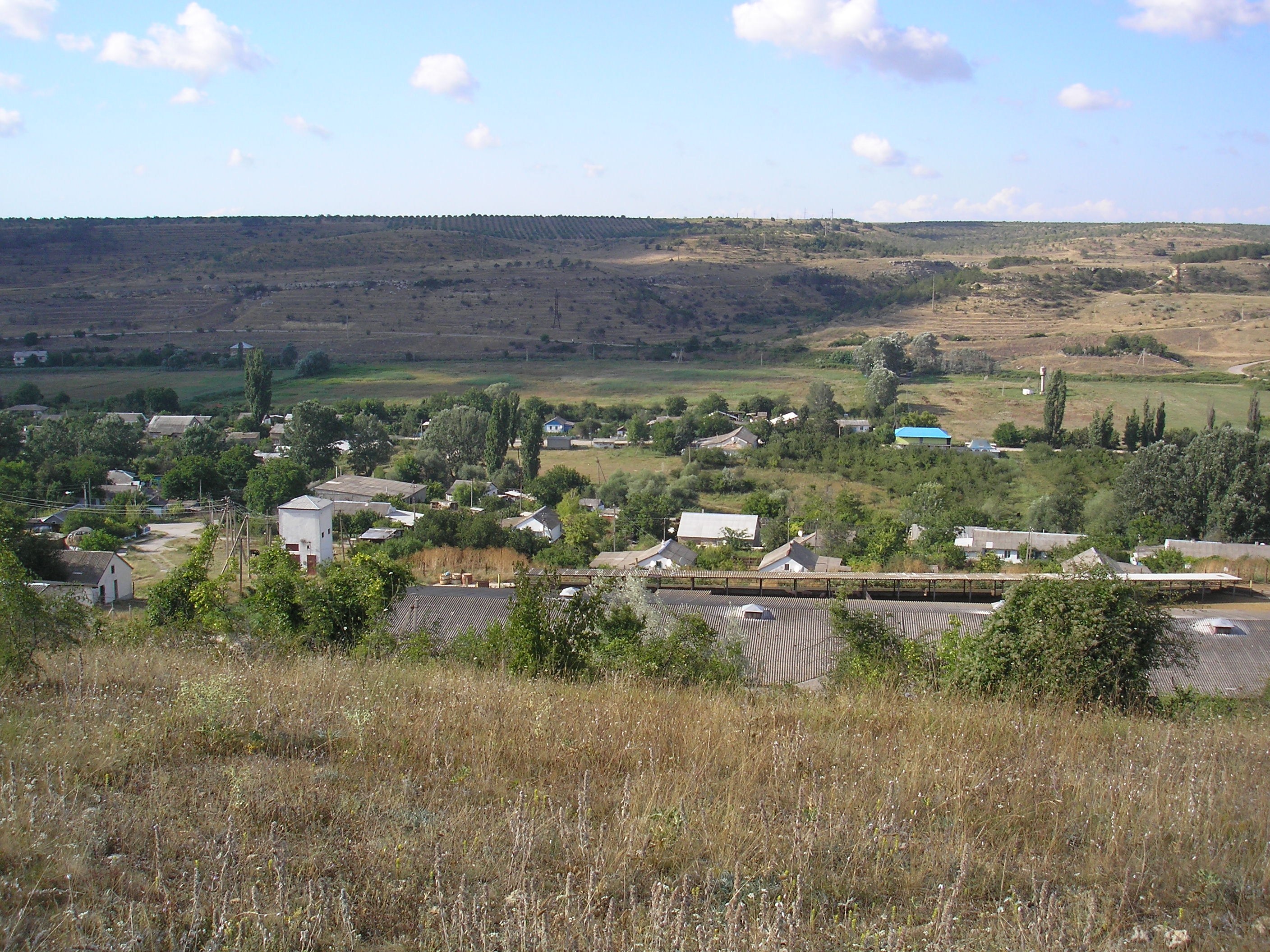
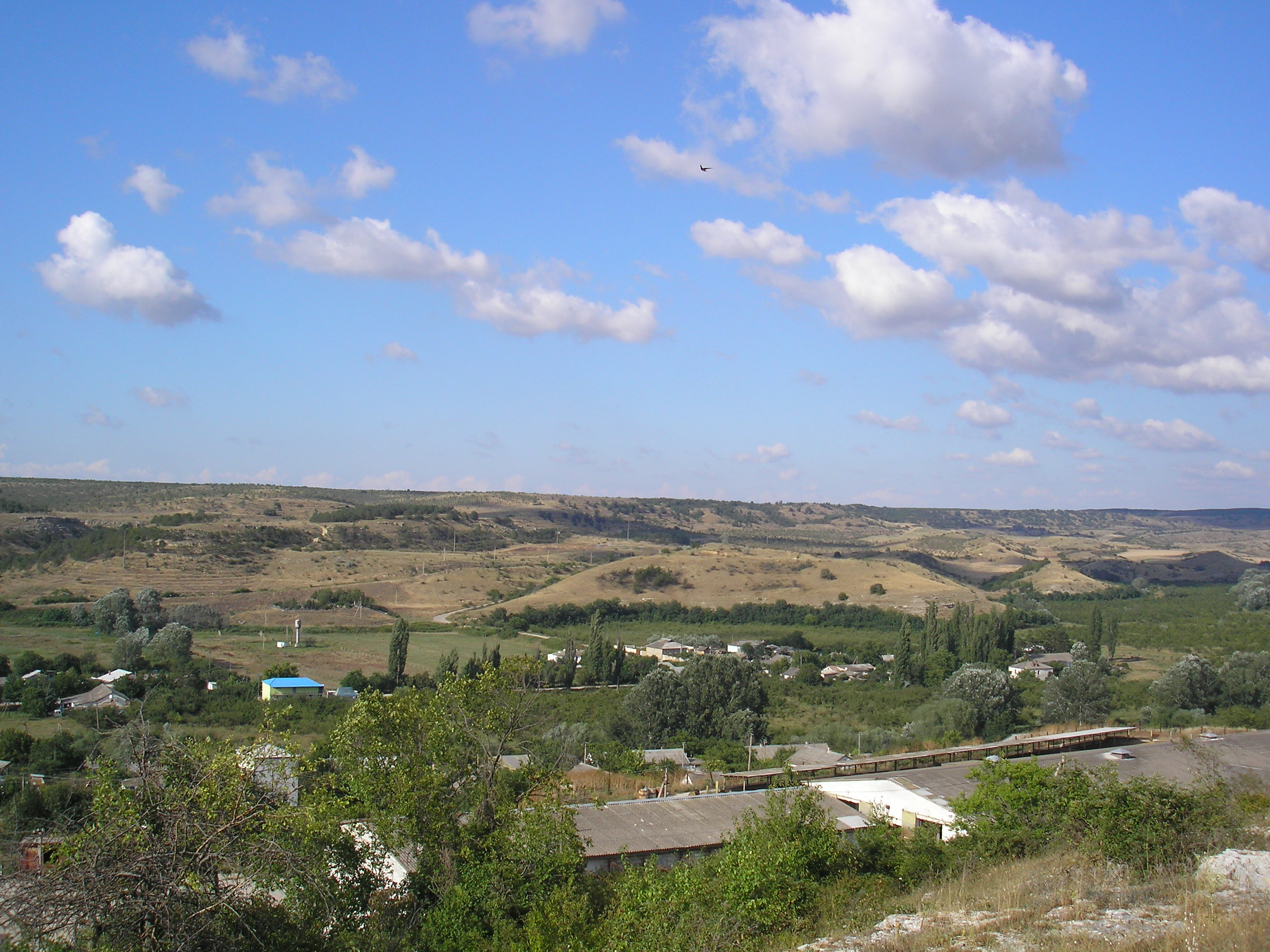
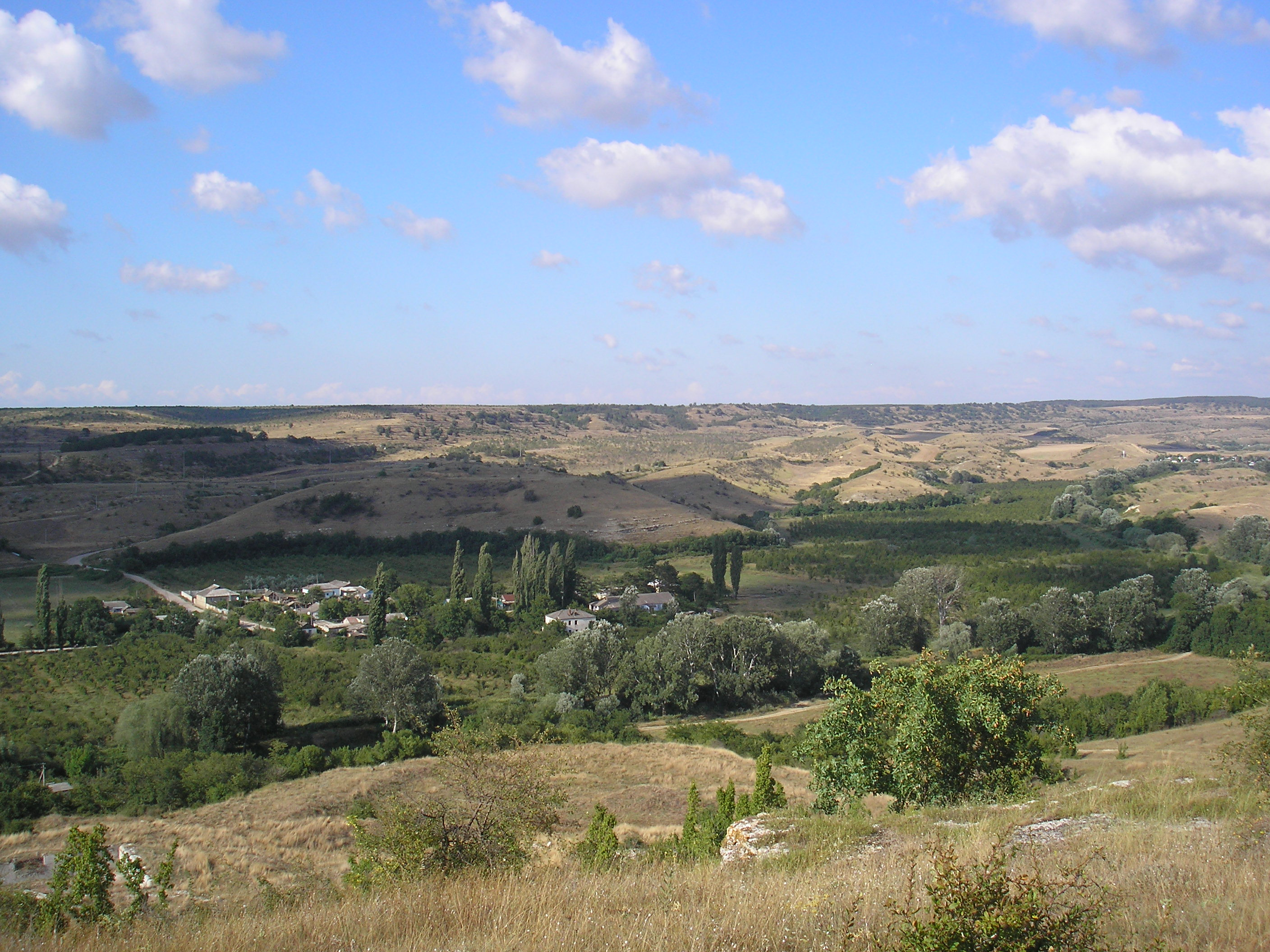

У 1944 році, після звільнення Криму від німців, згідно з Постановою ДКО № 5859 від 11 травня 1944, 18 травня кримські татари були депортовані в Центральну Азію, а 12 серпня 1944 року було прийнято постанову № ГОКО-6372с «Про переселення колгоспників у райони Криму», за яким в район з Орловської і Брянської областей РРФСР пререселялісь 6000 колгоспників. 21 серпня 1945, указом Президії Верховної Ради РРФСР, Голюмбей перейменували в Некрасівку, а Голюмбейську сільраду — в Некрасовську. З 25 червня 1946 року в складі Кримської області РРФСР, а 26 квітня 1954 Кримська область була передана зі складу РРФСР до складу УРСР  . Пізніше, у процесі укрупнення, Некрасовську сільраду ліквідували, приєднавши до Тінистівської.

## Сучасний стан
У Некрасівці 4 вулиці, за даними сільради на 2009 рік, до села приписано 567 гектарів угідь, 127 дворів і 346 жителів , працює кілька магазинів. Село зв'язане автобусним сполученням з Бахчисараєм, Севастополем і Сімферополем.